# 不作為犯
不作為犯（ふさくいはん）とは、不作為あるいは懈怠によって実現される犯罪をいう。英米法の準則である衡平法においては、自らの権利を行使しようとせず、「権利の上にあぐらをかく」ことで適切な時期に権利を行使しなかった者については救済しないというフランス法由来の法理 （doctrine of laches）が存在する。
いわゆる行為論において不作為を刑法理論上どのように位置づけるかについては争いがある。現在の日本の多数説は、刑法が問責対象とする行為とは意思に基づく身体の動静であるとの定義を採用したうえで、作為と不作為はこのような行為概念の下位概念であると理解しているものと思われる。他方で、いわゆる目的的行為論を採用する論者の中には、作為と不作為とを統合する概念としての行為概念には否定的な者も存在している（Hans Welzelなど)。

## 制定史

### 江戸時代
江戸時代には現在の刑法よりも多くの不作為犯の規定が存在した。特に封建的な道徳観に基づく規定が多い。公事方御定書71条寛保4年（1744年）追加によれば、目上の親族・主人・師匠が生命の危険にさらされた場合に、目下の親族・召使・弟子には救助義務があり、これに違反すれば重刑が科せられ、特にそれが親子関係であった場合には原則的に死刑が適用された。
当時の江戸町奉行の記録によれば、火災に巻き込まれた親を救出出来なかった子供が「子であれば、自分が焼け死んでも親を救うべきであるのにそれをしなかったのは人倫に反する大罪である」として打ち首とされた例が記されている。
江戸幕府の国家的不作為については、国際連盟発足より70年以上前の1844年、幕府がオランダ国皇帝から福祉の増進について勧告を受けた例がある。

### 明治刑法
明治41年の明治刑法（1908年）は、殺人・傷害致死・遺棄・逮捕監禁により自己または配偶者の直系尊属に害を与える作為・不作為については刑罰下限を高く重くし、執行猶予も禁止するという尊属加重規定を設けていた。
最高裁判所は1973年、尊属殺重罰規定違憲判決をなしてこの規定を削除し、尊属（親族）の不作為に対する刑罰を緩和した。

### 1974年
1974年（昭和49年）、法制審議会総会は改正刑法草案を決定した。第12条に不真正不作為犯を規定したものであったが、草案は国会に上程されることなく、今日に至る。
第12条（不作為による作為犯）　罪となるべき事実の発生を防止する責任を負う者が、その発生を防止することができたにもかかわらず、ことさらにこれを防止しないことによつてその事実を発生させたときは、作為によつて罪となるべき事実を生ぜしめた者と同じである。

### 2010年
裁判所は2010年、公務員の告発義務（刑事訴訟法第239条）について、「公務員の告発義務は，公務員が国ないし公共団体に対して負担するもの」、「各公務員において告発を行うことが個別の国民との関係で法的に義務付けられるものではない」という論を判例化し、公務員の不作為に関する規制を緩和した。

## 種別
不作為犯は、真正不作為犯と不真正不作為犯の2つに分類されて論じられることが多い。

### 真正不作為犯
現在の日本の通説的な見解によれば、真正不作為犯（独：echte Unterlassungsdelikt）とは、刑罰法規の文言上、実行行為が不作為によって遂行されることを予定している犯罪をいう。文言上は「○○しなかったときは…」などと規定される。刑法典上の罪としては、例えば、多衆不解散罪（b:刑法第107条）、不退去罪（b:刑法第130条）、保護責任者遺棄罪（b:刑法第218条後段）などが真正不作為犯であると解されている。
他方で、ドイツ語法圏においては、犯罪構成要件が不作為という実行行為に尽きており、結果発生の有無を問わずに成立する不作為犯のことを真正不作為犯と称する理解も有力である（特にオーストリア）。これは、真正不作為犯という概念を（作為犯における）単純挙動犯とパラレルなものと位置付ける理解である。

### 不真正不作為犯
現在の日本の通説的な見解によれば、不真正不作為犯（独：unechte Unterlassungsdelikt）とは、刑罰法規の文言上、通常は作為によって遂行されることを予定されている犯罪が不作為によって遂行される場合をいう。
例えば、殺人罪（刑法第199条）は、「人を殺」す行為を実行行為と規定しているところ、この構成要件要素は、典型的には、ナイフで身体の枢要部を刺突する行為や身体の枢要部めがけてピストルを発射する行為といったような積極的な作為によって充足される。もっとも、現在の日本の通説的な見解は、「人を殺」すという構成要件要素は、前述のような積極的作為によって充足されうるだけでなく、子と同居する親権者がその子を殺意をもって食事を与えず餓死させるといったような不作為によっても充足されうると解している。これが不真正不作為犯の典型例である。自動車で轢いて重傷を負わせた被害者を路上に放置し死亡させたといういわゆるひき逃げ事案について、殺人罪（b:刑法第199条）の不真正不作為犯がそもそも、また、いかなる範囲で成立しうるかについては学説上、活発な議論が存在する。現在の日本の実務上は、殺人罪のほか、放火罪、死体遺棄罪、詐欺罪について不真正不作為犯の成否が問題とされている。
ドイツ語法圏においては、前述の真正不作為犯の定義に対応して、犯罪構成要件が不作為という実行行為に加えて結果発生（具体的危険犯の場合には具体的危険の発生を含む）まで要求する不作為犯のことを不真正不作為犯と称する理解も有力である。

## 「不真正不作為犯」の成立要件
不真正不作為犯という法律構成については、伝統的に、罪刑法定主義に違反するとの批判が存在している。その主要な論拠は、第一に、作為と構成要件結果との間には因果関係が認められるが不作為と構成要件結果との間には因果関係が認められないにもかかわらず、実行行為として作為が予定されている構成要件によって不作為を処罰することはできないという点（因果構造の問題）、第二に、作為犯は「～すべからず」という禁止規範に違反する罪であり、不作為犯は「～せよ」という命令規範に違反する罪であるところ、禁止規範を定める作為犯の構成要件を命令規範違反の不作為によって実現することを認めるのは類推解釈にほかならないという点（規範構造の問題）である。
現在の日本の通説的な見解は、第一の問題については、おおむね、不作為とは期待された一定の行為をしなかったことであるとの理解を前提として（期待説）、不作為犯についても、一定の期待された行為をしていれば構成要件結果が生じなかったという形で「あれなければこれなし」との定式を充足することができるのであって、因果構造の問題は罪刑法定主義違反の論拠とはならない、と解している。また、第二の問題については、例えば殺人罪は「人を殺すべからず」との禁止規範だけでなく、一定の場合には「人を救命せよ」との命令規範を含むと解釈することができるといった形で、規範構造の問題も罪刑法定主義違反の論拠とはならないと解している。
かくして、現在の日本の通説的な見解は、一定の犯罪を不真正不作為犯という法律構成によって処罰することを認めている。もっとも、不真正不作為犯という法律構成には、構成要件結果の発生を事実上阻止することが可能であった者すべてに犯罪の成立を肯定するのは行き過ぎであり、主体を合理的な範囲に限定すべきであるとの問題（主体特定の問題）や、構成要件結果の発生の阻止に必要な行為は多岐にわたるため、問責対象となった不作為が実行行為に該当するかどうかを刑罰法規の文言から直ちに判断することが困難であるとの問題（実行行為の確定の問題）など、作為犯という法律構成ではあまり顕在化しない問題が存在している。これらの問題を念頭に、不真正不作為犯という法律構成の要件論については学説上活発な議論がなされている。通説的な見解が何かは必ずしも明らかではないが、おおむね、作為義務の存在及び作為の可能性を要件とする点では見解の一致がある。

### 作為義務が存在すること
- 刑事訴訟法第239条は、「官吏又は公吏は，その職務を行うことにより ，犯罪があると思料するときは，告発をしなければならない」と規定している。もっとも、裁判所は2010年、「同条項による公務員の告発義務は、公務員が国ないし公共団体に対して負担するものであって，各公務員において告発を行うことが個別の国民との関係で法的に義務付けられるものではない」ことを判例化した[2]
- 不真正不作為犯の要件として、構成要件結果の発生を阻止すべき義務＝作為義務が存在することが要求される点については争いがない。この作為義務の要件については、刑法体系上の位置づけと発生根拠が論じられている。

まず、作為義務の刑法体系上の位置づけの問題については、作為義務論を違法性に位置付ける見解が存在する。代表的な論者は牧野英一である。他方、現在の日本の通説的な見解は、いわゆる保証人説（独：Garantenthorie）を採用し、一定の保証人的地位（独：Garantenstellung)を有する者の不作為のみが構成要件に該当する実行行為たりうると理解したうえで、作為義務とはそのような保証人的地位から生じる義務であると論じることで、作為義務論を構成要件に位置付けている。
次に、作為義務は、伝統的に、法的なものでなければならず道徳的ないし倫理的義務では足りないと論じられており、その発生根拠は法令・法律行為・条理に求められている（形式的三分説）。ここにいう法令には刑法外の法令も含むと解されており、その型例は民法上の親権者の子の監護義務（民法第820条）である。また、法律行為の典型例は契約と事務管理である。条理の内容としては、先行行為（独：Ingrenz)や物の所有者ないし占有者であることが掲げられることが多い。も他方学説上は、刑法外の法源から作為義務を認めるのではなく刑法の観点から作為義務の発生根拠を探求すべきとの問題意識の下で結果発生に至る因果経過を掌中に把握していた点に作為義務の発生根拠を求める見解が有力である（排他的支配説）。実務的には、不真正不作為犯という法律構成を安易に認めることは妥当ではないとの問題意識に基づいて、個別事案に即して、考えられる作為義務の発生根拠を列挙するという形がとられることが多い（最高裁判例として、最判平成17年7月4日刑集59巻6号403頁：いわゆるシャクティ事件（成田ミイラ化遺体事件））。

### 作為の可能性があること
法は人に不可能を強いないとの観点から、不真正不作為犯の要件として、構成要件結果の発生を阻止する行為が当該行為者にとって事実上可能であったこと（作為の可能性）を要求する点にも争いはない。例えば、子が溺れている場合に親権者が泳げないのであれば、親権者が自ら水中に飛び込んで子を救助するという形で子の死亡という結果発生を阻止する作為の可能性は否定される。 実務上は、作為の可能性にとどまらず、作為の容易性に言及されることも多い。
作為の場合との構成要件的同価値性があること
現在の日本の通説的な見解は、不真正不作為犯という法律構成を認める前提として、問題となる不作為が作為と構成要件的に同価値であるといえなければならないと解している。もっとも、このような構成要件的同価値性を不真正不作為犯の独立の要件とするかについては争いがある。多数説は、保証人的地位（及び保証人的地位に基づく作為義務）を認定する際にすでに構成要件的同価値性は考慮されているとの理由から、構成要件的同価値性を独立の要件とすることについては消極的である。他方で、保証人的地位ないし作為義務に加えて不真正不作為犯の成立範囲を限定する機能や、構成要件を選別する機能に着目し、構成要件的同価値性を独立の要件とする議論も指摘されている。
　なお、ドイツ語法圏においては、不真正不作為犯を処罰する旨の規定が総則に設けられているが、構成要件的同価値性は独立の要件として規定されている（ドイツ刑法13条1項、オーストリア刑法2条、スイス刑法11条3項）。